# Манинка (река, впадает в Пяозеро)
Манинка (в среднем течении — Сиг) — река в России, протекает по территории Лоухского района Карелии. В настоящее время река впадает в Пяозеро, являющееся частью Кумского водохранилища. Ранее устье реки находилось в 4,5 км по правому берегу реки Пончи. В тот период длина реки составляла 43 км, а площадь водосборного бассейна была 276 км².
Высота устья — 109,5 м над уровнем моря.
Река берёт начало из озера Манинкиярви на высоте 201,7 м над уровнем моря.
В среднем течении протекает через Купозеро. Также имеет малый приток, вытекающий из Тунгозера.

## Данные водного реестра
По данным государственного водного реестра России относится к Баренцево-Беломорскому бассейновому округу, водохозяйственный участок реки — Ковда от истока до Кумского гидроузла, включая озёра Пяозеро, Топозеро. Речной бассейн реки — бассейны рек Кольского полуострова и Карелии, впадает в Белое море.

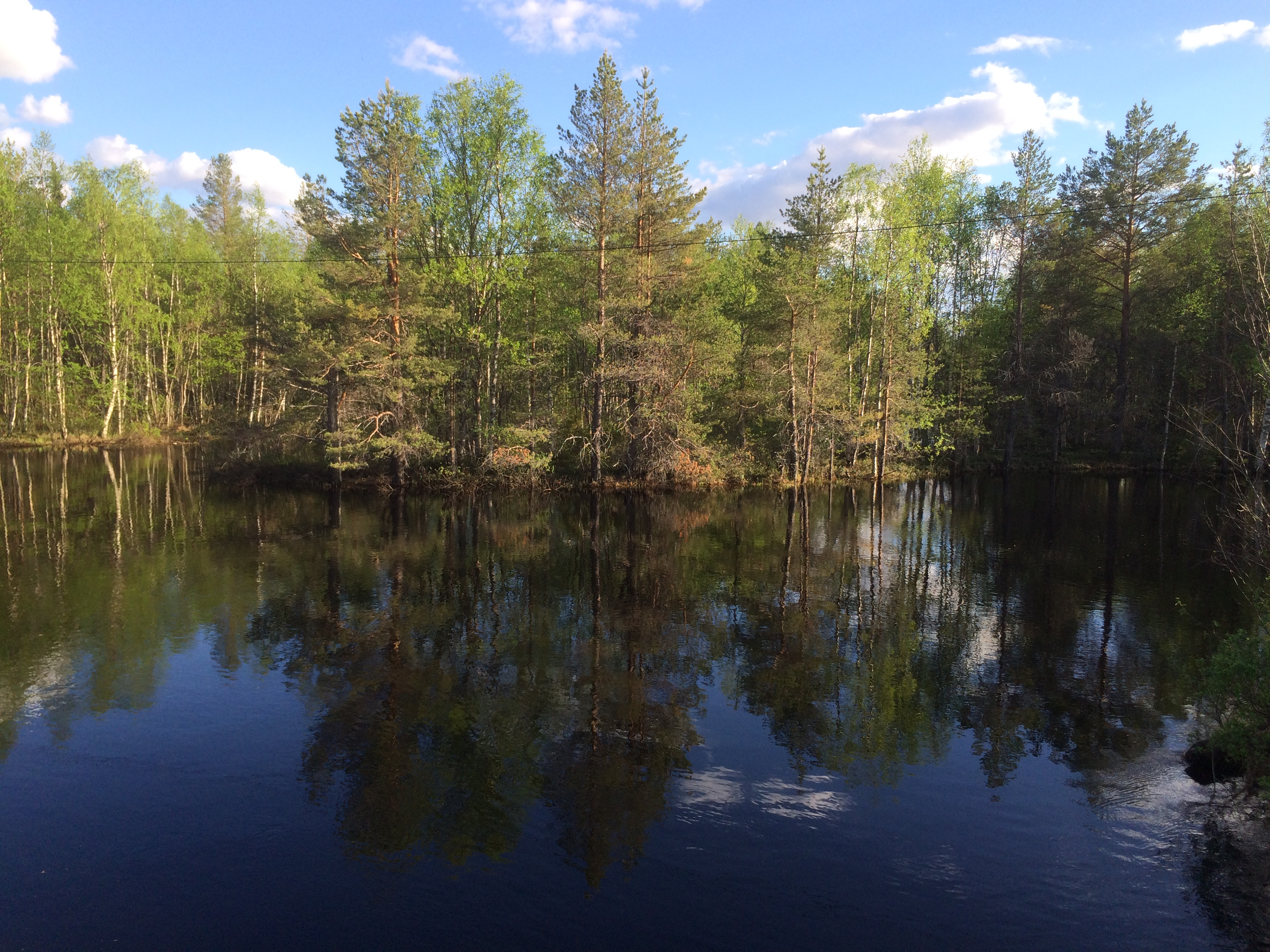
Вид против течения